# Martin Sexl
Martin Sexl (* 1966 in Hall in Tirol) ist ein österreichischer Literaturwissenschaftler.

## Leben
Sexl studierte vergleichende Literaturwissenschaft, Germanistik und spanische Literaturwissenschaft in Innsbruck und Granada. 1990 schloss er das Diplomstudium „Vergleichende Literaturwissenschaft und Germanistik“ an der Universität Innsbruck ab, 1995 promovierte er in „Vergleichender Literaturwissenschaft“ an der Universität Innsbruck zum Dr. phil. Er war in den Jahren 1993 bis 1996 als Buchhändler tätig, sodann war er 1996 bis 2011 Vertragsassistent am Institut für Vergleichende Literaturwissenschaft an der Universität Innsbruck. In den Jahren 1997 bis 2003 war Sexl Mitorganisator des Philosophischen Cafés Innsbruck. Von 1997 bis 2008 war er Lehrbeauftragter für Kulturgeschichte im Berufslehrgang für Entwurf und Gestaltung an der Berufsschule Laas/Schlanders in Südtirol. 2002 habilitierte er sich mit der Schrift Literatur und Erfahrung. Ästhetische Erfahrung als Reflexionsinstanz von Alltags- und Berufswissen. Eine empirische Studie. Seit 2011 ist er Universitätsprofessor für Allgemeine und Vergleichende Literaturwissenschaft an der Universität Innsbruck. Aktuell (Stand 2025) ist er dort stellvertretender Leiter des Instituts für Vergleichende Literaturwissenschaft.

## Auszeichnungen
- 2003: Kardinal-Innitzer-Förderungspreis für Geisteswissenschaften

## Schriften (Auswahl)
- Die Grenzen der Versprachlichung. Aspekte poststrukturalistischen Denkens. Universität Innsbruck, Diplomarbeit, Innsbruck 1990.
- mit Esther Pirchner: „...Die Wörter sind nicht gehorsam...“. Über das epische Lesen. In: INN. Zeitschrift für Literatur, Nr. 30, Innsbruck, Mai 1993, S. 14–16.
- Sprachlose Erfahrung? Michael Polanyis Erkenntnismodell und die Literaturwissenschaften. Universität Innsbruck, Dissertation, Innsbruck 1995.
- Literatur und Erfahrung. Ästhetische Erfahrung als Reflexionsinstanz von Alltags- und Berufswissen. Eine empirische Studie. Studia Univ.-Verl., Innsbruck 2003, ISBN 3-9015-024-75.
- (Hrsg.)  Einführung in die Literaturtheorie. WUV, Wien 2004, ISBN 978-3-8252-2527-8.
- Sophokles, Shakespeare und Tolstoi im Krankenhaus. Krankenpflegerinnen lesen literarische Texte. Studien-Verl., Innsbruck/Wien/Bozen 2006, ISBN 978-3-7065-4292-0.
- Lesen als Kulturgut. In: Tasos Zembylas/Peter Schmuck (Hrsg.): Kulturbetriebsforschung. Ansätze und Perspektiven der Kulturbetriebslehre. VS Verlag für Sozialwissenschaften, Wiesbaden 2006, S. 47–61.
- Poesie als Medienkritik. Die Jugoslawien-Kriege im Werk Peter Handkes. Originalbeitrag. In: handkeonline.onb.ac.at, 4. März 2013, (PDF).
- Unsichtbarer Kapitalismus. Über die Invisibilisierung von Ungerechtigkeit. In: Das Argument. Zeitschrift für Philosophie und Sozialwissenschaften, Nr. 313, Hamburg 2015, S. 374–389.
- mit Ingo Schneider (Hrsg.): Das Unbehagen an der Kultur. Argument, Hamburg 2015, ISBN 978-3-8675-4318-7.
- Den Körper schreiben. Zehn Thesen über den Zusammenhang von Ereignis, Körper, Erfahrung und Kommunikation. In: Kristin Westphal/Ursula Stenger/Johannes Bilstein (Hrsg.): Körper denken. Erfahrungen nachschreiben. Beltz Juventa, Weinheim/Basel 2021, S. 50–59.